# Masters de Hamburgo 2001
El Abierto de Hamburgo de 2001 fue un torneo de tenis jugado sobre tierra batida, que fue parte de las Masters Series. Tuvo lugar en Hamburgo, Alemania, desde el 14 de mayo hasta el 20 de mayo de 2001.

## Campeones

### Individuales
Albert Portas vence a  Juan Carlos Ferrero, 4–6, 6–2, 0–6, 7–6(7–5), 7–5

### Dobles
Jonas Björkman /  Todd Woodbridge vencen a  Daniel Nestor /  Sandon Stolle, 7–6(7–2), 3–6, 6–3